# Diplocephalus marijae
Diplocephalus marijae es una especie de araña araneomorfa del género Diplocephalus, familia Linyphiidae, orden Araneae. La especie fue descrita científicamente por Bosmans en 2010.

## Descripción
El cuerpo del macho mide 1,8-2,0 milímetros de longitud y el de la hembra 1,7-2,2 milímetros.

## Distribución
Se distribuye por Portugal, España y Marruecos.